# Hilda z Whitby
Hilda z Whitby (ur. 614 w Nortumbrii, zm. 680 w Streaneshalchu w Anglii) – benedyktynka (OSB), ksieni, święta Kościoła katolickiego i anglikańskiego.
Była córką Hereryka, siostrzeńca króla męczennika Edwina z Nortumbrii. Ochrzczona została w wieku 13 lat, w dwadzieścia lat później wstąpiła do zakonu. Około 647 roku została przeoryszą klasztoru w Hartlepool z regułą św. Benedykta. W tej epoce wiele klasztorów było koedukacyjnych, jak w Hartlepool. Dziesięć lat później Hildę przeniesiono do Streaneshalchu, znanego potem jako Whitby. Jako ksieni święta była odpowiedzialna za wszystko, co działo się w opactwie, z wyjątkiem życia duchowego mnichów i mniszek. Hilda namówiła ich, by studiowali Pismo Święte, uczyli się łaciny i nieustannie zaświadczali swą służbę Bogu dobrymi uczynkami. Była bardzo popularna wśród współczesnych jej angielskich mnichów. Była wielkim autorytetem wśród uczonych, władców i zwykłych ludzi, którzy często prosili ją o radę. Najprawdopodobniej renoma opactwa przez nią kierowanego zadecydowała, że właśnie tu w roku 664 odbył się synod dotyczący sporu między Kościołami iroszkockim a rzymskim. Przez ostatnie siedem lat życia święta ciężko chorowała, lecz nawet do śmierci, pomimo nękającej ją choroby, nie zaniedbała swych obowiązków.
Jej wspomnienie liturgiczne w Kościele katolickim obchodzone jest 17 listopada.
Kościół anglikański wspomina świętą 19 listopada oraz 25 sierpnia w dzień pamięci przeniesienia relikwii.